# پریش گرنت (لوئیزیانا)
گرنت پریش (به انگلیسی: Grant Parish) یک قصبه در ایالات متحده آمریکا است که در لوئیزیانا واقع شده‌است.

## خصوصیات
گرنت پریش ۱٬۷۲۲٫۳۵ کیلومترمربع مساحت دارد.